# Mansilla Mayor
Mansilla Mayor (leóni nyelven Mansiella) település Spanyolországban, León tartományban. Lakosainak száma 324 fő (2024).

## Földrajza
Mansilla Mayor Mansilla de las Mulas, Villanueva de las Manzanas, Villaturiel és Villasabariego községekkel határos.

## Népesség
A település lakosságának változását az alábbi diagram mutatja:
| Lakosok száma | 428  | 393  | 358  | 344  | 325  | 338  | 340  | 334  | 327  | 324  |
|               | 2001 | 2004 | 2007 | 2009 | 2012 | 2014 | 2017 | 2019 | 2022 | 2024 |